# 爱帆浏览器
爱帆瀏覽器（Avant Browser；舊名：IEopera）是一款使用Internet Explorer核心（即Windows內建的Trident排版引擎）的免费網頁瀏覽器。它比IE功能多，它的使用界面较易適應，也較符合人類工學。牠繼承瞭IE的所有功能和使用方式。竝在此基礎上作瞭擴充。它可以執行在Windows 2000或以上的作業系統，包括Windows 2000至Windows 10。最新的爱帆瀏覽器2018同時支持Trident、WebKit、Gecko多種排版引擎。。爱帆瀏覽器現在提供41種語言介面。

## 歷史和開發
Avant瀏覽器的開發，受了Opera瀏覽器的影響。Opera瀏覽器是一個瀏覽器，提供多文档界面。但由於有不少網頁只在IE作過測試，因此不能確定這些網頁在其他瀏覽器有沒有排版問題。Avant瀏覽器開發者的目標是開發一個不只與Opera功能相似，還採用Internet Explorer的排版引擎(Trident)的瀏覽器。這樣既可以得到Opera的功能，亦能使網頁正常顯示。所以，Avant瀏覽器的原本名稱是"IEopera"，由於商標問題，其後更名至Avant。
Avant瀏覽器是第一種擁有阻擋彈窗廣告功能的瀏覽器，也能阻擋廣告伺服器。此外，亦可以一鍵停止網頁中安全性低的功能，例如ActiveX，Java和scripts。
Avant瀏覽器與其他瀏覽器不同，預設的搜尋引擎不是Google。它採用一個特別的Yahoo! search搜尋引擎，提供一個特別的外觀，名為Avantfind，使用者不可以自訂搜尋引擎。但是，若透過網址列的「搜尋功能」，依然可以使用包括Google在內的其他搜尋引擎。近來，Avant瀏覽器網上社區有指导使用者如何變更預設的搜尋引擎的方法。該社區也為Avant瀏覽器建立了一些工具和附加元件，包括開啟資訊列和調整XP SP2安全性的登錄檔。
Avant還有一個計劃，名為Orca瀏覽器。一個外觀與Avant相似，但採用Mozilla開發的Gecko（Firefox的瀏覽器核心）排版引擎的瀏覽器。Avant團隊於2009年12月21日發布了Orca瀏覽器1.2 build 6。主要功能

## 外部連結
- Avant Browser中文首頁
- Avant瀏覽器中文論壇
- Avant Browser homepage
- Avant support forum
- Avant Browser Archive
- Avant on PC World